# Беннет, Джон (композитор)
Джон Беннет (ок. 1575 — после 1614) — английский композитор школы мадригалов. О жизни Беннета известно не так много достоверных фактов, кроме того что он издал свой первый сборник мадригалов в 1599 году.

### Биография
Беннет родился в зажиточной семье и впервые столкнулся с музыкой в юном возрасте, будучи певчим в хоре. Беннет обучался в частной школе Абингдон и углубился в изучение музыки. В свои двадцать с небольшим лет он издал сборник мадригалов Volume of 17: Madrigals for Four Voices. Приблизительно в то же время он закончил четыре псалма и молитву для псалтири Барли, изданной в том же 1599 году. И хотя в музыкальном стиле Беннета читалось влияние Уилкса и Доуланда, сильнее всего на его творчестве отразился Томас Морли. Сборник мадригалов Беннета включает в себя знаменитый «Weep, O Mine Eyes», который является оммажем Джону Доуланду, и содержит кусок самой известной пьесы последнего «Flow My Tears», известной также в форме паваны как «Lachrymae Antiquae». Из посвящения же сборника можно предположить, когда приблизительно Беннет появился на свет, и откуда был родом.
Можно предположить, что у Джона Беннета были хорошие связи в высших кругах английской аристократии: многие из его мадригалов были написаны по поводу различных торжеств при королевском дворе или же в частных резиденциях богатых патронов в Лондоне. Его мадригал «Eliza, her Name Gives Honour» был одним из нескольких мадригалов, написанных во имя чествуемой персоны, в данном случае королевы Елизаветы I. Обычно на таких событиях исполнителями были мальчики-хористы из Королевской капеллы.
Кроме излюбленных мотетов, Беннет писал также и духовные произведения для церковной литургии. Главным источником вдохновения и подражания для него был Томас Морли. Неизвестны случаи заимствования им музыки более ранних периодов, но английскую музыку своего времени он знал отлично.

### Пьесы
- Lure, falconers, lure!, hunting madrigal
- My mistresse is as faire
- Round About in a Fair Ring
- The dark is my delight
- The Hunt Is Up
- Thyrsis, sleepest thou?
- Trumpet Voluntary in D
- All Creatures Now Are Merry Minded
- Credo, for 3 voices (No. 15)
- Eliza, her name gives honour
- Elves' Dance
- Gloria, for 3 voices (No. 13)
- Hunt Is Up
- Venus' Birds
- Weep, O mine eyes (from Madrigals to four voyces)